# Gutiérrez (kommun)
Gutiérrez är en kommun i Colombia.   Den ligger i departementet Cundinamarca, i den centrala delen av landet, 40 km söder om huvudstaden Bogotá. Antalet invånare är 3 489. Arean är 527 kvadratkilometer.
Terrängen i Gutiérrez är mycket bergig.